# Выборы в Тернопольский областной совет (2009)
Досро́чные вы́боры в Терно́польский областно́й сове́т 2009 (укр. Позачерго́ві ви́бори до Терно́пільської обласно́ї ра́ди 2009) — выборы в Тернопольский областной совет, которые состоялись 15 марта 2009 года.
Проводились по пропорциональной избирательной системе. Для того, чтобы провести своих представителей в Тернопольский областной совет, партия либо блок должны были набрать не менее чем 3 % голосов избирателей. Верховный Совет Украины отменил эти выборы, но после ряда судебных процессов выборы были признаны законными. По результатам выборов победу на них одержало Всеукраинское объединение «Свобода», которое поддержало 154 038 избирателей или 34,69 %. Партия получила наибольшее количество мест — 50, а её представитель, Алексей Кайда, был избран новым главой Тернопольского областного совета.

## Предыстория

### Результаты выборов в Тернопольский областной совет 26 марта 2006
Эти результаты почти совпали с результатами голосования на парламентских выборах, произошедших в тот же день. За Блок Юлии Тимошенко проголосовало 34,4 %, за Нашу Украину — 34,16 %, Блок Костенко и Плюща поддержало 10,20 %, а Социалистическую партию — 3,66 %. А для блока «Пора-ПРП», который на выборах в Верховную Раду получил в Тернопольской области 3,09 %, недобор 0,1 % оказался значимым, и блок не попал в состав облсовета.

### Конфликт между «Блоком Юлии Тимошенко» и «Нашей Украиной» в Тернопольском областном совете
Основной причиной назначения выборов стал конфликт между председателем Тернопольского областного совета Михаилом Миколенко (Блок Юлии Тимошенко) и председателем Тернопольской областной государственной администрации Юрием Чижмарем (Наша Украина). После предыдущих выборов в Тернопольский областной совет 2006 года было сформировано большинство из представителей Блока Юлии Тимошенко, Социалистической партии Украины и Конгресса украинских националистов (которые прошли в совет по спискам блока «Наша Украина»). Большая часть «Нашей Украины», а также Украинский народный блок Костенко и Плюща оказались в оппозиции. 22 октября 2008 года областной совет выразил недоверие председателю облгосадминистрации Юрию Чижмарю. При этом Чижмаря в облсовете на тот момент не было. Два депутата (от «Нашей Украины» и Украинской народной партии) обжаловали это и другие решения облсовета, принятые 22 октября, в суде. Депутаты от «Нашей Украины» также требовали лишения депутатов-перебежчиков из Конгресса украинских националистов мандатов. По результатам иска, Тернопольский окружной административный суд признал недействительным пленарное заседание облсовета 22 октября и все принятые на нём решения. На следующий день, когда постановление суда ещё не вступило в законную силу, Чижмарь обратился в Верховную Раду с просьбой назначить внеочередные выборы в областной совет. Он мотивировал это невыполнением облсоветом предыдущих судебных решений, промедлением рассмотрения ряда региональных программ, передачей в коммунальную собственность области различных объектов, кадровыми назначениями. Верховная Рада Украины 18 декабря 2008 года поддержала это представление и назначила внеочередные выборы в Тернопольский областной совет на 15 марта 2009 года.

## Опросы общественного мнения накануне выборов
| Результати опитувань у вигляді таблиці | Результати опитувань у вигляді таблиці | Результати опитувань у вигляді таблиці     | Результати опитувань у вигляді таблиці   | Результати опитувань у вигляді таблиці     | Результати опитувань у вигляді таблиці     | Результати опитувань у вигляді таблиці               | Результати опитувань у вигляді таблиці                        |
| Партия или блок                        | Результат на выборах в облраду         | Результат на выборах в Верховную Раду 2007 | «Українське демократичне коло» (22 — 29) | Социологическая группа «Рейтинг» (24 — 30) | Социологическая группа «Рейтинг» (21 — 28) | Центр социологических исследований и прогнозирования | Центр социологических исследований и прогнозирования(20 — 22) |
| -------------------------------------- | -------------------------------------- | ------------------------------------------ | ---------------------------------------- | ------------------------------------------ | ------------------------------------------ | ---------------------------------------------------- | ------------------------------------------------------------- |
| ВО «Свобода»                           | <3 %                                   | 3,44                                       | 10                                       | 13,2                                       | 32,9                                       | 18,5                                                 | 22,9                                                          |
| Єдиний центр                           | н/у                                    | н/у                                        | 1                                        | 2,5                                        | 6,7                                        | —                                                    | —                                                             |
| Партія регіонів                        | 1,6                                    | 3,01                                       | 3                                        | 2,2                                        | 2,7                                        | —                                                    | 3,4                                                           |
| Блок Юлии Тимошенко                    | 34,49                                  | 51,57                                      | 26                                       | 23,9                                       | 18,6                                       | 19,9                                                 | 18,6                                                          |
| Украинская народная партия             | 8,651                                  | НУ—НС4                                     | 1                                        | 1,4                                        | 2,6                                        | 4,1                                                  | 5,6                                                           |
| Народный союз «Наша Украина»           | 31,272                                 | 35,164                                     | 7                                        | 12,5                                       | 12,6                                       | 4,9                                                  | 6,1                                                           |
| Блок Литвина                           | <3 %                                   | 1,55                                       | 3                                        | 4,9                                        | 5,6                                        | —                                                    | —                                                             |
| Социалистическая партия Украины        | 3,30                                   | 1,12                                       | —                                        | 1,4                                        | 1,3                                        | —                                                    | —                                                             |
| Пора!                                  | ≈2,9                                   | НУ—НС4                                     | —                                        | 1,5                                        | 2,5                                        | —                                                    | —                                                             |
| Конгресс украинских националистов      | «Наша Украина»2                        | н/у                                        | 1                                        | 0,6                                        | 0,7                                        | —                                                    | —                                                             |
| Блок Народной Самообороны «Нескорені»  | н/у                                    | НУ — НС4                                   | —                                        | 2,6                                        | 1                                          | —                                                    | —                                                             |
| Коммунистическая партия Украины        | <3 %                                   | 0,69                                       | —                                        | 0,4                                        | —                                          | —                                                    | —                                                             |
| Блок Яценюка3                          | н/у                                    | н/у                                        | 17                                       | —                                          | —                                          | —                                                    | —                                                             |
| Против всех                            | Неизвестно                             | 1,11                                       | 8                                        | 16,2                                       | Неизвестно                                 | Неизвестно                                           | Неизвестно                                                    |
| Не приняли б участия в выборах         | —                                      |                                            | 17                                       | 8,1                                        | 8,4                                        | Неизвестно                                           | Неизвестно                                                    |
| Другая партия или блок                 | —                                      |                                            | 1                                        | 2,7                                        | —                                          | —                                                    | —                                                             |

Примечания: 
 1. Украинская народная партия на выборах в Тернопольский областной Рады в 2006 году входила в состав Украинского народного блока Костенко и Плюща 
 2. Конгресс украинских националистов и Народный союз «Наша Украина» на предыдущих выборах входили в состав блока «Наша Украина» 
 3. Блок Яценюка планировался на момент проведения опроса, но создан так и не был. 
 4. В составе блока Наша Украина - Народная самооборона. 
 *Н/y означает, что в предыдущих выборах партия (блок) не участвовала.

### Прогноз явки избирателей
Опрашивание было проведено социологической группой «Рейтинг».
| Прогноз явки             | Прогноз явки                   | Прогноз явки |
| Вариант                  | Уровень поддержки варианта в % |              |
| ------------------------ | ------------------------------ | ------------ |
| «Обязательно проголосую» | 40                             |              |
| «Скорейше проголосую»    | 35                             |              |
| «Не проголосую»          | 20                             |              |
| Не определились          | 5                              |              |

Примечание: 
* Опросы проводились 24 — 30 грудня 2008 года 

### Регистрация субъектов избирательного процесса
Вследствие противостояния между Тернопольским областным советом и Тернопольской областной государственной администрацией определённое время существовала ситуация, когда параллельно действовали две территориальные избирательные комиссии, и субъекты избирательного процесса вынуждены были регистрироваться в обоих учреждениях. Решением Тернопольского окружного административного суда было признано недействительным решение сессии облсовета о создании нового ТИКа. Единственной законной территориальной избирательной комиссией была признана старая.

### Попытка отмены выборов
2 февраля 2009 года в Верховной Раде Украины депутатами Иваном Кириленко (БЮТ) и Николаем Мартыненко (НУ-НС) был зарегистрирован проект постановления «О признании утратившим силу постановления Верховной Рады Украины „О назначении внеочередных выборов депутатов Тернопольский областной совет“». По мнению их оппонентов (в частности ВО «Свобода» Партии регионов Единого Центра) Блок Юлии Тимошенко просто опасается поражения. 17 февраля сторонники Всеукраинского объединения «Свобода» провели пикетирование Верховной Рады Украины с требованиями гарантировать местное самоуправление на Тернопольщине и не отменять выборов в Тернопольский областной совет. Представители Всеукраинского объединения «Свобода» также объявили, что в случае отмены Верховной Радой этих выборов ВО «Свобода» инициировала бы проведение референдума о досрочном прекращении полномочий Тернопольского областного совета. Также против отмены этих выборов выступили коммунисты и Блок Литвина. 3 марта 2009 года 292 депутата Верховной Рады Украины поддержали отмену собственного постановления № 3686 «О назначении внеочередных выборов депутатов Тернопольского областного совета (за основу и в целом)» В частности, за это постановление проголосовали 147 из 176 депутатов фракции Партии регионов, 141 из 156 депутатов фракции Блока Юлии Тимошенко, 4 представителя «Нашей Украины — Народной самообороны». Фракции Коммунистической партии Украины и «Блока Литвина» не голосовали в полном составе. Решительно осудило попытку отмены выборов ВО «Свобода».

### День выборов
Голосование проводилось с 7:00 до 22:00. По сообщению Александра Черненко, пресс-секретаря комитета избирателей Украины, подавляющее большинство избирательных участков были открыты для голосования вовремя — в 7:00 утра. Голосование проводилось на 1170 избирательных участках. В списки для голосования было внесено около 800 000 избирателей. В целом выборы прошли спокойно. Однако в Тернополе умер секретарь избирательной комиссии на специальном участке, который находился на территории городской больницы № 3. Как сообщил представитель территориальной избирательной комиссии, это лицо были проблемы со здоровьем, ранее она перенесла инфаркт. Некоторые участники гонки высказали мнение, что эти выборы незаконны. В частности, Народный депутат от Блока Юлии Тимошенко, Сергей Подгорный сообщил, что, по мнению его политической силы, эти выборы являются незаконными, поскольку Конституционный Суд не отменял постановление Верховной Рады, которым она отменила решение о назначении внеочередных выборов. Также он отметил, что «Никто это постановление не отменил. Она может кому-то нравиться, кому-то — не нравиться, но постановление действует. Поэтому никаких выборов в Тернопольском облсовете быть не может». Украинская народная партия сообщила, что они делегировали 1000 дополнительных наблюдателей на выборы в Тернопольский областной совет и будут проводить параллельный подсчет голосов. Как сообщает пресс-служба партии, «это сделано для того, чтобы обеспечить чеснис во выборов». Позже стало известно, что представители областных организаций Украинской народной партии, Единого центра, Времена, Нашей Украины подписали совместное заявление о объединение усилий для организации совместного контроля за подсчетом голосов на выборах. Эти политические силы объявили, что объединяют свои усилия «ради соблюдения законности завершения процесса голосования и организации совместного контроля за подсчетом голосов и установлением результатов выборов». Зато в Блоке Юлии Тимошенко заявили, что считают эту инициативу «предварительной договоренности о разделе власти», и осудили её.

### Явка избирателей
| Время | 12:00 | 14:00 | 16:00                          | 19:00  | 20:00 | 22:00 (Окончание голосования) |
| ----- | ----- | ----- | ------------------------------ | ------ | ----- | ----------------------------- |
| явка  | 20 %  | 30 %  | 47 % (по другим данным — 35 %) | 48,8 % | 50 %  | 52 %                          |

### Параллельный подсчёт голосов
1. ВО «Свобода»
2. «Єдиний Центр»
3. Українська народна партія

## Освещение выборов в прессе
Выборы достаточно широко были освещены в средствах массовой информации, причем как в печатных, так и в электронных изданиях. Это связано с тем, что эти выборы — внеочередные, разведены во времени с большинством других местных выборов. Кроме того, данные выборы многими экспертами и политическими партиями рассматривались как репетиция предстоящих президентских и возможных досрочных выборов в Верховной Рады Украины. Газета «Сегодня» (укр. Сегодня) пишет, что это уже второе поражение БЮТ на протяжении последнего года — в мае 2008 года был Киев. Эти выборы многие считают своеобразным опросом жителей Галичины, ведь по результатам выборов в Верховную Раду Украины 2002 2006 2007 лет результаты партий в Львовской, Ивано-Франковской и Тернопольской областях всегда были почти одинаковыми. Эти выборы стали настоящим информационным прорывом для Всеукраинского объединения «Свобода». В частности, лидеры партии стали намного чаще появляться в телеэфире, на страницах газет, журналов. Победа «Свободы» на этих выборах вызвала у части журналистов опасения в радикализации общества. Также для прессы неожиданностью стал второй результат «Единого центра». Согласно опросам общественного мнения, эта партия не преодолевает проходной барьер на общенациональном уровне. Поэтому, по мнению части журналистов, этот результат можно объяснить личной популярностью Председателя Тернопольской ОГА Юрия Чижмаря, который возглавил избирательный список партии. Высказывалась и версия о применении админресурса. Также неожиданностью для прессы стал очень высокий для Галичины показатель Партии регионов. Результат в 9,80 % является самым высоким достижением этой партии в Галичине за всю её историю. Часть журналистов и экспертов объясняли это подкупом партией избирателей. Большинство газет и обозревателей сходятся на том, что эти выборы — огромное поражение БЮТ. Некоторые издания (газета «Сегодня»), журнал «Украинская неделя»), комментируя результаты выборов, выразили обеспокоенность тем, что победа националистов в западной Украине может спровоцировать подъём популярности пророссийских сил на востоке страны.

### Заявления о возможной фальсификации выборов
По словам главы областного управления милиции, Виталия Максимова, установлено, что более 500 человек из тех, которые в списках избирателей отмечены как принявшие участие в голосовании, в нём не участвовали. По его словам, 17 сентября временная следственная комиссия Верховной Рады по вопросам расследования нарушения закона при проведении внеочередных выборов в Тернопольский облсовет 15 марта 2009 года получила доступ к избирательной документации. Итак, правоохранители смогли начать проверку списков избирателей в четырёх районах, результаты голосования в которых вызывали сомнения у членов комиссии. По результатам проверки было опрошено 2919 человек (среди тех, кто, согласно данным протоколов участковых избирательных комиссий, принял участие в голосовании) в Залещицком, Лановецком, Подволочиском и Пидгаецком районах области. Из них около 20 % сообщили, что не участвовали в выборах.

## Результаты выборов

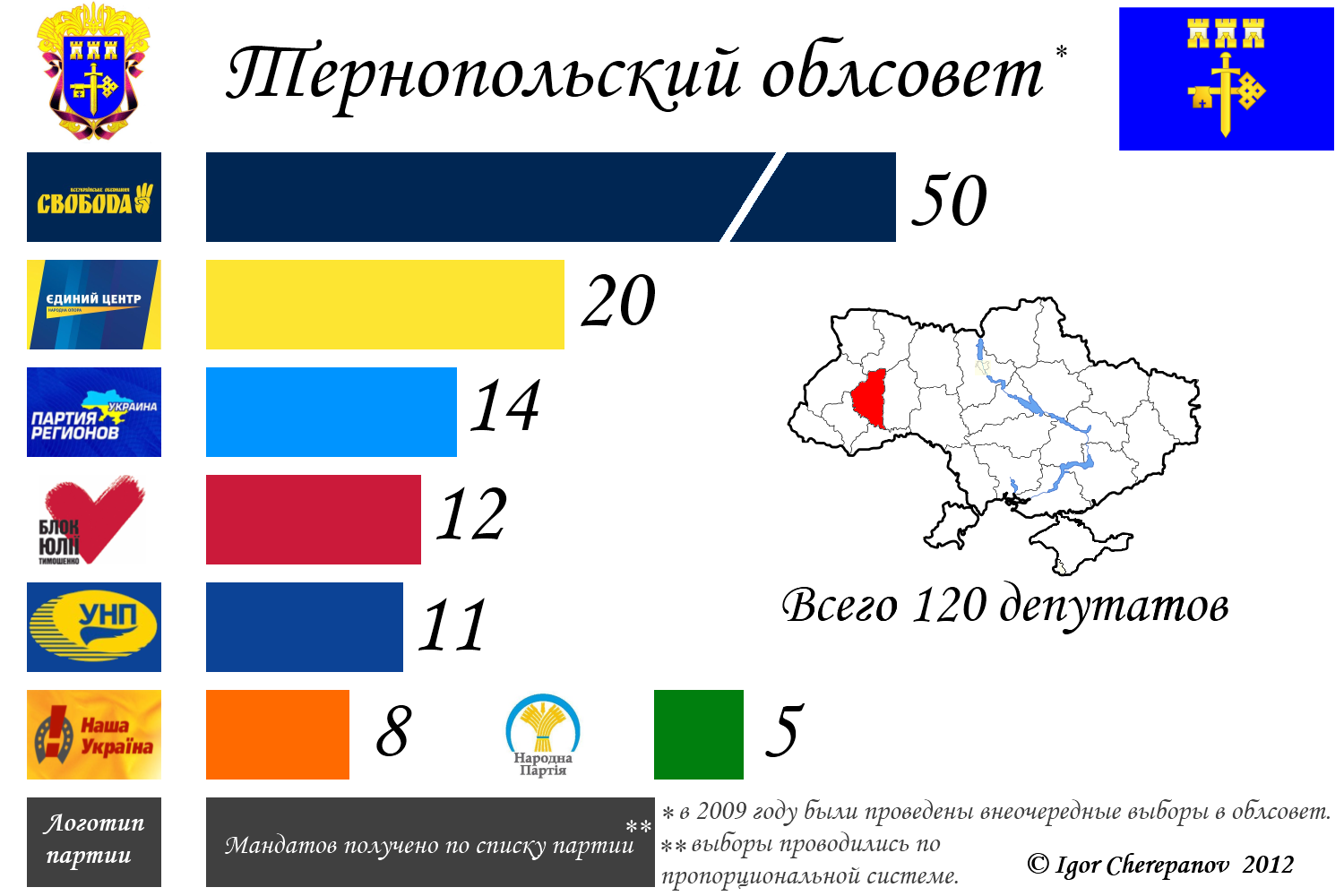
Результаты выборов в Тернопольский областной совет в 2009 году

Обработано 100 % бюллетеней.
| |  |                                                                            |  |  |
| Результаты выборов в Тернопольский областной совет (показаны лишь те партии, которые преодолели 3 % барьер) |  | Распределение мест в Тернопольском областном совете по результатам выборов |  |  |

| №  | Партия или блок                       | Голосов «За» | У %   | +/- процентов в сравнении с предыдущими выборами | Мест | +/- мест в сравнении с предыдущими выборами |
| -- | ------------------------------------- | ------------ | ----- | ------------------------------------------------ | ---- | ------------------------------------------- |
| 1  | Всеукраинское объединение «Свобода»   | 154 325      | 34,69 | > +32 %                                          | 50   | +50                                         |
| 2  | Единый центр                          | 63 207       | 14,20 | н/у1                                             | 20   | +20                                         |
| 3  | Партия регионов                       | 43 616       | 9,80  | +8,2 %                                           | 14   | +14                                         |
| 4  | Блок Юлии Тимошенко                   | 36 067       | 8,12  | −26,37                                           | 12   | -32                                         |
| 5  | Блок Украинской народной партии       | 35 544       | 7,99  | −0,66                                            | 11   | -2                                          |
| 6  | Наша Украина                          | 24 599       | 5,50  | −25,77                                           | 8    | -30                                         |
| 7  | Блок Литвина                          | 16 026       | 3,58  | > +1                                             | 5    | +5                                          |
| 8  | Социалистическая партия Украины       | 9258         | 2,08  | −1,22                                            | 0    | -5                                          |
| 9  | Пора!                                 | 6269         | 1,40  | −1,5                                             | 0    | +/-0                                        |
| 10 | Конгресс украинских националистов     | 5370         | 1,21  | «Наша Украина»²                                  | 0    | -10                                         |
| 11 | Блок народной самообороны «Нескорені» | 2898         | 0,65  | н/у1                                             | 0    | +/-0                                        |
| 12 | Коммунистическая партия Украины       | 2295         | 0,52  |                                                  | 0    | +/-0                                        |
| 13 | «Великая Украина»                     | 2087         | 0,47  | 0                                                | +/-0 |                                             |
| 14 | Аграрная партия                       | 1907         | 0,43  |                                                  | 0    | +/-0                                        |
| 15 | «Новая демократия»                    | 1335         | 0,33  |                                                  | 0    | +/-0                                        |
| 16 | «Новая политика»                      | 1114         | 0,32  |                                                  | 0    | +/-0                                        |
|    | Против всех                           | 30 190       | 6,16  | —                                                | —    | —                                           |
|    | Недействительные бюллетени            | 8784         | 3,13  | —                                                | —    | —                                           |
|    | Всего                                 | 444 882      | 100 % | —                                                | 120  | —                                           |

Примечания:
1 Не принимала участия в предыдущих выборах
²На предыдущих выборах в составе «Нашей Украины»

## Избрание нового председателя Тернопольского областного совета
19 марта 2009 года состоялось первое заседание Тернопольского областного совета в новом составе. На нём присутствовали 99 новоизбранных депутатов из 120. В частности, депутаты от Блока Юлии Тимошенко бойкотировали это заседание. [74] Председатель Тернопольской областной ТИК Наталия Чуйко зачитала фамилии депутатов, вошедших в состав новоизбранного областного совета. 26 марта 2009 года на заседании Тернопольского областного совета тайным голосованием председателем Тернопольского областного совета был избран депутат Тернопольского областного совета от Всеукраинского объединения «Свобода» Алексей Кайда. Первым заместителем избрали Сергея Тарашевского («Единый центр»), а заместителем — Олега Боберского (Украинская народная партия).

## Блок Юлии Тимошенко и новый облсовет
Как сообщила председатель Тернопольской областной ТИК Наталия Чуйко, Блок Юлии Тимошенко отказался от 12 депутатских мест в Тернопольском областном совете. Все 12 новоизбранных депутатов от БЮТ написали заявления о прекращении полномочий. Аналогично поступили и их преемники в списке, пока тот не иссяк. В связи с этим в Тернопольский облсовет теперь вошло 108 депутатов из 120. Впрочем, для принятия решений необходимо было иметь 61 голос.